# مجموعه یادبود گیب

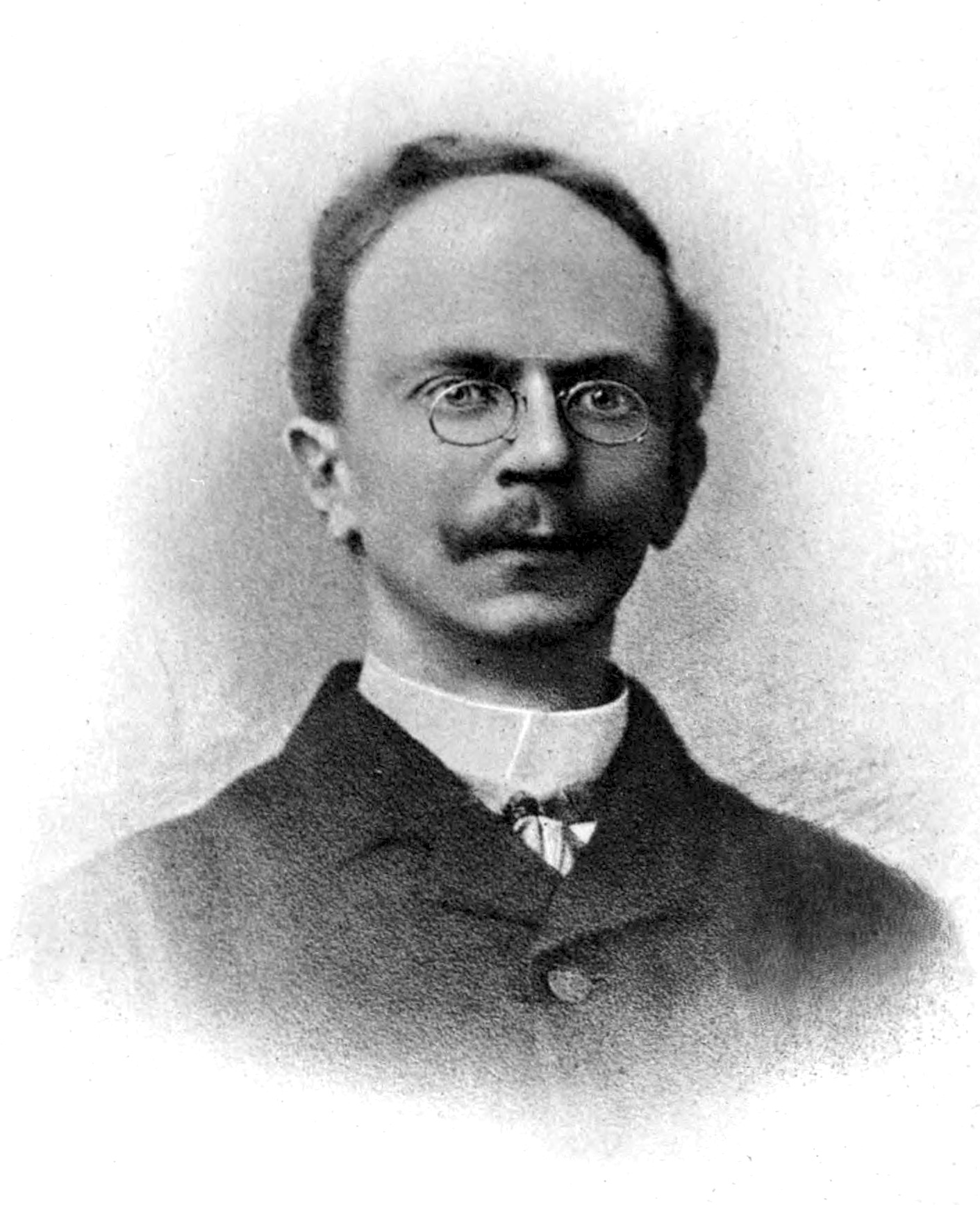
جان گیب پسر مؤسس مجموعه یادبود گیب

مجموعه یادبود گیب (به انگلیسی: GIBB MEMORIAL SERIES (GMS)) بنگاهی است که در بریتانیا به عنوان بنگاه نیکوکاری به ثبت رسیده و هدف آن کمک در انتشار آثار علمی دربارهٔ زبان و تاریخ و ادبیات مردمان عرب و فارسی‌زبان و ترک است. این مؤسسه را جین گیب به یاد پسرش الیاس جان ویلکینسون گیب در سال ۱۹۰۲ ایجاد کرد.
مجموعه یادبود گیب تاکنون چند کتاب مهم فارسی و عربی و ترکی را منتشر کرده است.
مدتی ادوارد براون عضو هیئت امنای این بنگاه بود. (بعدها رئیس هیئت امنا گردید) علامه محمد قزوینی تاریخ جهانگشا و چهارمقاله عروضی را با کمک این بنگاه منتشر کرد.